# Зона з низьким рівнем викидів
Зона з низьким рівнем викидів (англ. Low emission zone — LEZ) — це географічно визначена територія — зазвичай у міських центрах — в якій заборонено експлуатацію автотранспорту, не маркованого як низьковуглецевий, з метою покращення якості повітря на місцевому рівні. Натомість, до пересування заохочується використання транспортних засобів, як велосипеди, засоби мікромобільності, певні транспортні засоби на альтернативному паливі, гібридні електромобілі, і транспортні засоби з нульовим рівнем викидів, тобто повністю електричні транспортні засоби (включно з водневими).
Існує також концепція зони з нульовим рівнем викидів (Zero emission zone — ZEZ), в якій, наприклад, дозволені лише електромобілі. В'їзд до таких зон заборонений усім транспортним засобам з двигуном внутрішнього згоряння. Це включає будь-які гібридні транспортні засоби, які не можуть працювати з нульовим рівнем викидів. У ZEZ дозволені лише електромобілі та водневі транспортні засоби, і звісно ж пересування пішки та велосипедом, і повністю електричні транспортні засоби громадського транспорту, наприклад, трамваї, тролейбуси, електричні автобуси тощо.
У багатьох LEZ транспортним засобам, які не відповідають визначеним зоною стандартам викидів, не заборонено в'їзд до LEZ (тобто, наприклад, за допомогою автоматизованих шлагбаумів), а скоріше їх просто штрафують, якщо вони в'їжджають у зону. Штраф не виписується при в'їзді в LEZ, якщо сплачено плату (щоденна плата за в'їзд в LEZ). У деяких LEZ, наприклад, у Лондоні, це робиться за допомогою камер автоматичного розпізнавання номерних знаків (ANPR), які зчитують реєстраційний номерний знак транспортного засобу під час в'їзду в LEZ, а потім порівнюють його з базою даних транспортних засобів, які:
- або відповідають стандартам викидів LEZ,
- або звільнені чи мають 100-відсоткову знижку,
- або якщо сплачено щоденну плату за в'їзд LEZ

Цей збір / штраф діє як стримувальний чинник для тих, хто має транспортний засіб, який не відповідає стандарту викидів LEZ для в'їзду в місто, і ті, хто має такі транспортні засоби, таким чином, намагатимуться уникнути сплати цього збору / штрафу.

## Наміри та фактичний вплив
Метою LEZs, як правило, є покращення якості повітря в містах. Цей намір справді досягається, оскільки викиди твердих частинок дизельного палива (PM10) знижуються в більшості LEZs, і відбувається поліпшення здоров'я.
Часто це досягається тим, що люди, які мають «брудні» автомобілі, замінюють їх на транспортні засоби, які відповідають вищим стандартам викидів. Це може означати купівлю нового автомобіля або пересування дорогами, віддаленими від місць концентрації забруднення. Деякі люди (наприклад, працівники нічної зміни або ті, що перевозять важкі інструменти чи вантажі), все ж, не можуть обійтися без автомобіля, але й не можуть дозволити собі придбати не субсидовані чистіші транспортні засоби. Тому в деяких місцях LEZ застосовується лише тоді, коли доступний громадський транспорт або субсидуються електротаксі чи вантажні велосипеди.
Європейська федерація транспорту та довкілля (Transport & Environment (T&E)) вважає, що LEZ повинні поступово перетворюватися на зони мобільності з нульовим рівнем викидів і доповнювати політику, що сприяє переходу на чисті альтернативи, включаючи, серед іншого, пересування пішки та їзду на велосипеді.
Більшість LEZ, які також не є зонами плати за затори (Congestion charge zones), не змінюють кількість транспортних засобів, що в'їжджають у зону. Проте деякі LEZ (наприклад, у Мілані) є подвійними: і як зони з низькими викидами, і як зони з платою за затори і, таким чином, мають потенціал зменшити кількість поїздок до міста.

## Впровадження в різних країнах
Міста в одинадцяти країнах Європи створили або готуються створити понад 300 зон з низьким рівнем викидів, щоб відповідати чинним нормам якості повітря (див. також План «Чисте повітря» та Європейські директиви 96/62/ЄС, 1999/30/ЄС та 2008/50/ЄС). Більшість зон з низьким рівнем викидів охоплюють частину міста або впливають на особливо забруднені ділянки доріг.
Станом на 2019 рік існувало 250 зон з низьким рівнем викидів (LEZ), які допомагають досягти граничних значень якості повітря на основі стандартів ЄС щодо охорони здоров'я.
Згідно з дослідженням Європейського агентства з захисту довкілля, за забруднення відповідають кілька джерел. Було виявлено, що в середньому по ЄС, включаючи райони, де граничні значення не перевищуються, на побутове опалення припадає 27 % викидів PM2,5, а на дорожній рух — 11 %, тоді як на побутове опалення припадає 19 % викидів PM10, а на дорожній рух — менше ніж 9 %.
Залежно від місцевих умов можуть регулюватися різні транспортні засоби. Усі LEZ застосовуються до важких транспортних засобів, деякі до дизельних фургонів, інші також до дизельних та бензинових автомобілів; в Італії мотоцикли та триколісні транспортні засоби також підлягають контролю.
Існує веб-сайт на якому міститься інформація про міста у Європі, що впровадили та застосовують або готують до запуску Зону з низьким рівнем викидів. На ньому розміщена актуальна інформацію про LEZ та ZEZ, наприклад, про те, які міста їх мають, типи транспортних засобів, які зазнають обмежень, необхідні стандарти викидів та дати їх застосування.

### Велика Британія
Лондонська зона з низьким рівнем викидів вступила в дію у 2008 році, охопивши майже весь Великий Лондон — найбільшу таку зону у світі. Зона з низьким рівнем викидів націлена на викиди забрудників від старих вантажівок з дизельними двигунами, автобусів, міжміських автобусів, фургонів, мікроавтобусів та інших важких транспортних засобів, які є похідними від вантажівок і фургонів. Впровадження схеми відбувалося поетапно з 2008 по 2012 рік. З часом під дію програми підпадали різні транспортні засоби і застосовувалися дедалі жорсткіші стандарти викидів.
Лондонська зона наднизьких викидів (ULEZ) почала діяти 8 квітня 2019 року і спочатку охоплювала центральний Лондон, тобто ту саму територію, на яку поширюється чинний збір за затори (congestion charge). 25 жовтня 2021 року зону було розширено на внутрішній Лондон в межах Північної кільцевої та Південної кільцевої доріг. Зону знову розширили 29 серпня 2023 року, щоб вона збігалася з зоною з низьким рівнем викидів (LEZ), що охоплює майже весь Великий Лондон.

### Німеччина

Знак в'їзду в зону з низьким рівнем викидів

Додаткова табличка до знаку що уточняє яким транспортним засобам дозволено в'їзд

У Німеччині LEZ називається екологічною зоною (нім. Umweltzone). В даний час у Німеччині діє або планується 47 LEZ. Міста Берлін, Кельн, Ганновер, Мангейм та Штутгарт започаткували LEZ у своїх центральних районах міста у 2008 році, а в наступні роки до них приєдналося більше міст.

### Польща
У Польщі Зони чистого транспорту (пол. Strefa czystego transportu) стали можливими після ухвалення закону «Про електромобільність та альтернативні види палива» на виконання директиви 2014/94/ЄС. На сьогодні лише два польських міста — Краків та Варшава — ухвалили відповідні рішення на місцевому рівні. Зони чистого транспорту мали б розпочати роботу у 2024 році.

### Швеція
Міста Гетеборг, Лунд, Мальме, Гельсінгборг, Мельндал, Упсала, Умео та Стокгольм мають зони з низьким рівнем викидів. Саме у Стокгольмі у 1996 році вперше у світі запровадили «екологічну зону». Важкі вантажівки та автобуси з двигунами із запалюванням від стиснення (переважно дизельні двигуни) можуть бути заборонені до в'їзду в екологічні зони залежно від їхнього віку та класу викидів.